# George Atkinson
George Thomas Atkinson (West Auckland, 3 settembre 1893 – Bishop Auckland, 29 maggio 1967) è stato un calciatore inglese, di ruolo centrocampista.

## Carriera

### Nazionale
Venne convocato nella Nazionale britannica che partecipò ai Giochi olimpici del 1920, disputò l'unica partita giocata dalla sua Nazionale in quell'edizione. Fu inoltre il capitano della squadra.